# Ржига, Олег Николаевич
Олег Николаевич Ржига (1930-2018) — российский учёный в области радиотехники, доктор физико-математических наук, лауреат Ленинской и Государственной премий.

## Биография
Родился 19 июня 1930 в Москве. Окончил Московский энергетический институт (1954).
Работал в Институте радиотехники и электроники АН СССР (Фрязинский филиал): лаборант, младший и старший научный сотрудник, ведущий научный сотрудник, зав. отделом и по совместительству зав. лабораторией, главный научный сотрудник, профессор.
В 1961—1962 гг. на базе антенны и передатчика Евпаторийского центра космической связи создал радиолокационную установку для исследования планет.
Кандидат технических наук (1964), доктор физико-математических наук (1973). Докторская диссертация:
- Развитие методики и некоторые результаты исследования физической природы планет при помощи радиолокации : диссертация …доктора физико-математических наук : 01.00.00. — Москва, 1971. — 252 с. : ил.

Научный руководитель экспериментов во время полётов межпланетных станций.
Умер в 2018 году. Похоронен на Даниловском кладбище.

## Награды и премии
- Ленинская премия 1964 года за радиолокационные исследования планет Венера, Меркурий и Марс — в составе группы академика В. А. Котельникова.
- Государственная премия СССР 1986 года — за разработку и создание бортового космического комплекса «Венера-15», «Венера-16» для радиолокационного картографирования планеты Венера.

## Сочинения
- Новая эпоха в исследовании Венеры : (Радиолокац. съемка с помощью космич. аппаратов «Венера-15» и «Венера-16») / О. Н. Ржига. — М. : Знание, 1988. — 62,[1] с. : ил., карт.; 20 см. — (Новое в жизни, науке, технике. Космонавтика, астрономия; 3/1988).

## Семья
Жена — Ржига Татьяна Михайловна (1931—2009).